# 聖マタイの日の戦い
聖マタイの日の戦い (エストニア語: Madisepäeva lahing) は、1217年9月21日に現在のエストニア南部ヴィリャンディ付近で行われた戦闘である。ドイツ人による リヴォニア帯剣騎士団と彼らによってキリスト教（カトリック）に改宗したリーヴ人やラトガレ人によるリヴォニア十字軍と、レンピトゥのもとで連合したエストニア人が衝突した。戦闘は十字軍側の勝利に終わり、レンピトゥら主だったエストニア人の指導者が倒された一方で、改宗して騎士団に味方していたリーヴ人の首長トゥライダのカウポも戦死した。残ったエストニア人の多くは改宗を強制された。